# Rudgea microcarpa
Espèce
Synonymes
- Coffea bidentata D.Dietr.[2]
- Coffea microcarpa Ruiz & Pav.[2]
- Psychotria yungasensis Rusby[2]
- Rudgea microcarpa (Ruiz & Pav.) Standl.[2]

Statut de conservation UICN

 VU D2 : Vulnérable
Rudgea microcarpa est une espèce de plantes de la famille des Rubiaceae.

## Publication originale
- Publications of the Field Museum of Natural History, Botanical Series 8(5): 382. 1931.